# Al-Qamar
Al-Qamar (arabisch القمر, DMG al-Qamar ‚Der Mond‘) ist die 54. Sure des Korans, sie enthält 55 Verse. Die Verkündigung der Sure gehört in die Anfänge der zweiten mekkanischen Periode (615–620). Ausgenommen sind dabei die Verse 44, 45 und 46, bei denen unter Verweis auf den Untergang des Pharao ein Zusammenhang mit der Niederlage von Mohammeds Gegnern in der Schlacht von Badr im Jahre 624 hergestellt wird. Der Titel bezieht sich auf den ersten Vers, in dem der „gespaltene Mond“ die „Stunde des Gerichts“ ankündigt.
Nach einem Streit mit den „ungläubigen“ Mekkanern wird an die Strafgerichte Gottes erinnert, wobei zunächst das Volk Noahs, ʿĀd und Thamud und das Volk Lots erwähnt werden. Jeder Abschnitt endet dabei mit dem Refrain „Und wir haben den Koran leicht zu bedenken gemacht. Aber gibt es denn jemanden, der es bedenkt?“ Nach dem  Hinweis auf Pharao und der Überleitung zur damals aktuellen Situation schließt die Sure mit der Bestrafung der Ungläubigen im Höllenfeuer, und der Belohnung der Gottesfürchtigen in den Paradiesgärten.